# قاي غلوفر
قاي غلوفر هو منتج أفلام كندي، ولد في 5 نوفمبر 1910 في لندن في المملكة المتحدة، وتوفي في 17 مايو 1988 في هدسون في كندا.

## وصلات خارجية
- قاي غلوفر على موقع IMDb (الإنجليزية)
- قاي غلوفر على موقع قاعدة بيانات الفيلم (الإنجليزية)